# 复杂问语
复杂问语是指一個問題含有一个对方不具有或不能接受的预设前提或假定，而且不管答话人是做肯定回答还是否定回答，都表示其承认了这一预设前提或假定。